# 1035 Amata
Amata (asteroide 1035) é um asteroide da cintura principal com um diâmetro de 50,69 quilómetros, a 2,5247042 UA. Possui uma excentricidade de 0,1976695 e um período orbital de 2 038,83 dias (5,58 anos).
Amata tem uma velocidade orbital média de 16,79051992 km/s e uma inclinação de 18,04019º.
Esse asteroide foi descoberto em 29 de setembro de 1924 por Karl Reinmuth.